# Renate Koehler
Renate Koehler (* 21. Juni 1945 in München) ist eine deutsche Schauspielerin und Moderatorin.

## Leben
Renate Koehler hatte nach ihrer Schauspielausbildung bei Ado Riegler Theaterengagements in Hannover, Frankfurt a. M., Bonn und Köln. Ferner spielte sie in diversen Fernsehproduktionen mit und war Moderatorin beim Rundfunk (Deutsche Welle, WDR, Deutschlandfunk).
Von 1991 bis 2001 spielte sie in der ARD-Serie Lindenstraße als Marlene Schmitt eine Hauptrolle.

## Filmografie
- 1972: Das Jahrhundert der Chirurgen (Fernsehserie; Episodenrolle)
- 1976: Vera Romeyke ist nicht tragbar
- 1987: Alleingang zu zweit (Fernsehfilm)
- 1988: Im Jahr der Schildkröte
- 1989: Erdenschwer
- 1990: Das deutsche Kettensägenmassaker
- 1999: Verbotene Liebe (Fernsehserie, Episodenrolle)
- 1991–2001: Lindenstraße (Fernsehserie; Serienhauptrolle)
- 1994–2002: Die Wache (Fernsehserie, Episodenrolle)
- 2007: Die Familienanwältin (Fernsehserie, Episodenrolle)
- 2011: Hubert und Staller (Fernsehserie, Episodenrolle)
- 2013: Tellerrandland